# Алан Нуньєс
Алан Нуньєс (ісп. Alan Núñez, нар. 1 жовтня 2004, Луке) — парагвайський футболіст, захисник клубу «Серро Портеньйо».
Виступав за олімпійську збірну Парагваю.

## Клубна кар'єра
Народився 1 жовтня 2004 року в місті Луке. Вихованець футбольної школи клубу «Серро Портеньйо». Дорослу футбольну кар'єру розпочав 2021 року в основній команді того ж клубу, кольори якої захищає й донині.

## Виступи за збірні
З 2022 року залучається до складу молодіжної збірної Парагваю. На молодіжному рівні зіграв у 16 офіційних матчах, забив 1 гол.
2024 року був включений до заявки олімпійської збірної Парагваю для участі у футбольному турнірі на тогорічних Олімпійських іграх у Парижі.

## Статистика виступів

### Статистика клубних виступів
Станом на 24 липня 2024
| Сезон             | Команда           | Чемпіонат         | Чемпіонат | Чемпіонат | Національний кубок | Національний кубок | Національний кубок | Континентальні кубки | Континентальні кубки | Континентальні кубки | Інші змагання | Інші змагання | Інші змагання | Усього | Усього | Усього |
| Сезон             | Команда           | Ліга              | Ігор      | Голів     | Ліга               | Ігор               | Голів              | Ліга                 | Ігор                 | Голів                | Ліга          | Ігор          | Голів         | Ігор   | Голів  |        |
| ----------------- | ----------------- | ----------------- | --------- | --------- | ------------------ | ------------------ | ------------------ | -------------------- | -------------------- | -------------------- | ------------- | ------------- | ------------- | ------ | ------ | ------ |
| 2022              | «Серро Портеньйо» | ПД                | 2         | 0         | КП                 | 0                  | 0                  | КЛ                   | 0                    | 0                    |               | -             | -             | 2      | 0      |        |
| 2023              | «Серро Портеньйо» | ПД                | 15        | 0         | КП                 | 0                  | 0                  | КЛ                   | 1                    | 0                    |               | -             | -             | 16     | 0      |        |
| 2024              | «Серро Портеньйо» | ПД                | 3         | 0         | КП                 | 0                  | 0                  | КЛ+ПАК               | 0                    | 0                    |               | -             | -             | 3      | 0      |        |
| Усього за кар'єру | Усього за кар'єру | Усього за кар'єру | 20        | 0         |                    | 1                  | 0                  |                      | 0                    | 0                    |               | -             | -             | 21     | 0      |        |